# NGC 2479
NGC 2479 (również OCL 623 lub ESO 561-SC1) – gromada otwarta znajdująca się w gwiazdozbiorze Rufy. Odkrył ją William Herschel 4 marca 1790 roku. Jest położona w odległości ok. 5,2 tys. lat świetlnych od Słońca.